# Phelipanche ducellieri
Phelipanche ducellieri är en snyltrotsväxtart som först beskrevs av René Charles Maire, och fick sitt nu gällande namn av J. Holub. Phelipanche ducellieri ingår i släktet Phelipanche och familjen snyltrotsväxter. Inga underarter finns listade i Catalogue of Life.